# Papaipema polymnia
Papaipema polymnia är en fjärilsart som beskrevs av Bird 1917. Papaipema polymnia ingår i släktet Papaipema och familjen nattflyn. Inga underarter finns listade i Catalogue of Life.